# Vojne trnka in trske
Vojne trnka in trske (nizozemsko Hoekse en Kabeljauwse twisten) obsega vrsto vojn in bitk v grofiji Holandiji med letoma 1350 in 1490. Večina teh vojn se je bojevala zaradi naslova holandskega grofa, nekatere pa  jih vidijo kot boj za oblast med buržoazijo v mestih proti vladajočemu plemstvu.
Frakcija Trske je bila na splošno sestavljena iz naprednejših nizozemskih mest. Frakcijo Trnka so v veliki meri sestavljali konservativni plemiči.
Izvor imena "Trska" je negotov, vendar je najverjetneje primer ponovne prilastitve. Morda izhaja iz grba Bavarske, ki je videti kot ribja luska. Trnek se nanaša na zakavljano palico, ki se uporablja za lovljenje ribe trske. Druga možna razlaga je, da polenovka, ko zraste, poje več, postane še večja in poje še več, kar kaže na to, kako so plemiči morda videli naraščajoči srednji razred tistega časa.

## Posledice vladavine Viljema IV. (1345–1349)

### Burna vladavina Viljema IV. Holandskega
Leta 1337 je Viljem IV. nasledil svojega očeta kot grof Holandije, Zelandije in Hainauta (kot Viljem II.). Viljem IV. je vodil številne vojne, potoval daleč naokoli in sodeloval na številnih turnirjih. Posledično so nizozemske finance padle v popolno zmedo. Za politične nasvete se je Viljem IV. še naprej zanašal na Viljema Duvenvoordskega in tako tudi na Duvenvoordejeve sorodnike: Wassenaarske, Polanenske, Brederodske, Boechorstenske itd. To je šlo v škodo družin, kot so Arkelskih, Egmontskih, Heemskerških in Wateringenskih.

### Holandsko-utrechtska vojna 1345–1351
Leta 1342 je Janez Arkelski postal škof v Utrechtu. Lotil se je obnovitve škofovske moči. Da bi to preprečili, so grof Viljem IV. in njegovi številni zavezniki v Utrechtu 8. julija 1345 napadli in začeli oblegati mesto Utrecht. Po šestih tednih obleganja je bila sklenjena prekinitev ognja  do 11. novembra, pri čemer so morali meščani Utrechta prositi za odpuščanje.
Viljem IV. je takrat razmišljal o ponovni vzpostavitvi oblasti v Friziji. 26. septembra 1345 je vodil vojsko, ki je prečkala Zuiderzee in pristala blizu Stavorena. Naslednja bitka pri Warnsu je bila katastrofa in žalostni ostanki vojske so se vrnili brez grofa Viljema IV.. Viljemovemu stricu Janezu Beaumontskemu je uspelo pobegniti.
Viljamova smrt ni končala te vojne z Utrechtom. Takoj po koncu premirja je škof pokoril skoraj vse Viljemove zaveznike v Utrechtu in od njih pobral veliko odškodnino.

### Nasledstvo Viljema IV.
Viljem IV/II ni imel sina. Zato se je o njegovem nasledstvu moral odločiti cesar Ludvik Bavarski. Kandidatov je bilo več: Janez Beaumontski, brat Viljema III. in torej stric Viljema IV.; Margareta II., grofica Hainautska, najstarejša sestra Viljema IV. in cesarjeva žena; Njena mlajša sestra Filipa Hainaultska, poročena z Edvardom III. Angleškim<sub>;</sub> Njena mlajša sestra Jovana Hainautska, poročena z Viljemom V., vojvodo Jülihskim ; Njena mlajša sestra Izabela Hainautska (1323–1361), poročena z Robertom Namurskim. Januarja 1346 je cesar podelil tri fevde svoji ženi kot 'najstarejši sestri in pravični dedinji' grofa Viljema IV.
Janez Beaumontski je medtem prevzel oblast v Hainaultu in poskrbel za precej gladko nasledstvo Margarete. Zdi se, da sta se Holandija in Zelandija dogovorili o nasledstvu na nekakšni dieti v Geertruidenbergu februarja 1346. Marca je Margareta prispela v Hainault, aprila pa je obiskala Holandijo in Zelandijo. Sklenila je tudi novo premirje z Utrechtom, ki se je začelo 20. julija 1346.
Septembra 1346 je Margareta svojega mlajšega sina Viljema I., bavarskega vojvodo (1330–1389), imenovala za poročnika na Nizozemskem, Zelandiji in Hainaultu. Imenovan je bil tudi, da nekega dne nasledi te grofije in zato vedno uradno označen kot 'čakajoči' verbeydende da jim vlada.

### Težave v Holandiji in Zelandiji
V Holandiji in Zelandiji poročnik Viljem Bavarskega ni bil uspešen. Potem ko je cesar Ludvik umrl oktobra 1347, sta angleški kralj Edvard III. in vojvoda Jülich ponovno zahtevala posest Viljema IV. in se povezala z novim cesarjem. V notranjosti je plemstvo izkoristilo priložnost, da prevzame svoje fevde, in dejansko je imelo upravičen razlog za nezadovoljstvo nad tem, kako sta poročnik in njegova vlada favorizirala nekatere družine. Kmalu sta v teh deželah zavladala brezvladje in nepokornost. Zaradi tega so finance še bolj ušle izpod nadzora.
Tudi vojna proti Utrechtu se ni dobro izšla. 20. julija 1348 se je premirje končalo. 28. julija je bila bitka proti Utrechtu izgubljena blizu Eemnesa, zaradi česar je bila vas ponovno priključena Utrechtu. Vojska Viljema Bavarskega je nato požgala vas Jutphaas, medtem ko je vojska Utrechta požgala in izropala več holandskih vasi. Vojaški pohod se je končal s premirjem do 11. novembra.

## Margareta Bavarska proti Viljemu V. (1349–1357)

### Viljemov prvi poskus, da bi postal grof Holandije
Leta 1349 se je Margareta odločila, da bi bilo bolje, če bi Viljem Bavarski postal grof Holandije in Zelandije, medtem ko bi ona ostala grofija Hainaulta z Viljemom kot njenim poročnikom. V zameno je želela dobiti 15.000 goldinarjev in vsako leto 6000 goldinarjev. Niti Beaumontski niti holandska mesta se niso bila pripravljena strinjati s temi pogoji, vendar se je Viljem nato začel oblikovati kot grof Holandije in Zelandije. Egmondski, Heemskerški in Wateringenski, pozneje znani kot Trske, so se zdaj začeli pojavljati v listinah grofije.
Medtem je škof kmalu po 25. marcu 1349 napadel Holandijo. Oblegal in požgal je majhno nizozemsko mesto Oudewater. Holandska vojska je nato vkorakala v Schoonhoven, kjer je bila poražena. 24. avgusta je bilo sklenjeno premirje do 11. novembra 1350.
Margareta je medtem odpotovala z Bavarske v Hainault. Svojega neukrotljivega sina je poklicala v Le Quesnoy. Tukaj je Viljem aprila 1350 prosil za odpuščanje. Ko so Viljema odstranili iz Holandije, se zdi, da ima Margareta nadzor, vendar noben od vzrokov za težave ni bil odpravljen.
Sprožilec, ki je pripeljal do odprtih sovražnosti, je bila usmrtitev člana klana Trska gospoda Klaesa Dirkszoona Zwietensko Drakenburškega. To se je zgodilo 23. avgusta 1350. Mesto Delft in njegovi zavezniki so se odzvali tako, da so napadli svoje sovražnike, ropali, plenili in jemali ujetnike. V mestu so nato potekala sojenja, po katerih so številne zapornike obglavili in raztegnili na natezalnem kolesu. Sojenja in usmrtitve so bili neposredna kršitev pravice krvnega sodstva holandskega grofa. Medtem je prišlo tudi do zarote med delom plemstva in utrechtskim škofom.
Septembra 1350 sta bila Margareta in Viljem oba v Geertruidenbergu, kjer se je Viljem 27. septembra 1350 odpovedal svojim zahtevam  Janez Polanenski, Dirk Brederodski in njuna družba so Margareti ponudili pomoč.  Septembra 1350 so podpisali pogodbo o zavezništvu Trnek. Medtem so nezadovoljni plemiči in mesta ustanovili Ligo Trske. Najzgodnejši dokaz o Zavezništvu Trske je iz novembra 1350.
Margareta in gospodje Trnki so nato poskušali vzpostaviti red iz Geertruidenberga. Pozvali so vse osumljene osebe, naj pošljejo talce, da počakajo na sodbo. Vendar pa se tisti iz Delfta in njihovi zavezniki enostavno niso pojavili in so rekli, da je bilo vse narejeno po ukazih njihovega pravega gospoda grofa Viljema. V Svetu plemičev in mest, ki ga je imela Margareta, je Viljem to zanikal. Nato je poslal odprta pisma v Delft in druga mesta, v katerih jim je naročil, naj se podredijo Margareti. Mesto Delft in njegovi zavezniki so preprosto obdržali pisma in se zarotili s škofom iz Utrechta, ki je zažgal Binnenhof v Haagu. Margareta je ostala v Geertruidenbergu vsaj do 23. oktobra 1350.
Ker so se Delft in številna mesta severno od Holandskega IJssela odkrito uprli, je Margareta sklicala Svet in navadne prebivalce območja južno od Holandskega IJssela v Dordrechtu. Tu je potekala slovesnost, na kateri je bila ponovljena Viljemova abdikacija. Margareta je nato poslala Viljema v Hainaut.
Margaret je nato nadaljevala pot v Zelandijo, da bi tam vzpostavila red. Odšla je v Zierikzee, da bi tam dobila priznanje in obravnavala nekaj sodnih primerov. Medtem ko je bila tam, je poklicala Viljema in Janeza Beaumontskega. Želela je postaviti Beaumontskega za svojega poročnika Holandiji, Zelandiji in Friziji. Njen edini pogoj je bil, da bo ohranila pravico do višjega (krvnega) sodstva. Zaradi tega je bila ponudba za Beaumontskega nesprejemljiva, zato sta se oba vrnila v Hainaut.  Oktobra 1350 je Margareta nato začela pogajanja z angleškim kraljem Edvardom III. Zamisel je bila, da bi uporabil silo, da bi prevzela nadzor nad Nizozemsko, Zelandijo in Frizijo, za nadomestilo pa bi dobil začasno skrbništvo nad tem območjem.

### Viljem se upira
Poskus, da bi Beaumontskega postavila za poročnika, je morda bil razlog, da se je Viljem zbal, da bo popolnoma izgubil svoje zahteve. Gerard Herlaerski mu je svetoval, naj ponovno kontaktira stranko Trsk. V noči s 1. na 2. februar 1351 sta Gerard Herlaarski in Gerard Merxemski uspela osvoboditi Viljema Bavarskega z gradu Burbant v Athu. Viljem se je nato uradno povezal s stranko Trsk, ki ga je priznala za svojega grofa. Povezal se je tudi s škofom iz Utrechta.
Margareta se je odzvala tako, da je svojega sina Ludvika postavila za formalnega dediča in poiskala pomoč v Angliji.  V začetku leta 1351 so Margareta, njen sin vojvoda Ludvik in gospodje Borselenski odšli v Dordrecht, da bi poskušali znova podrediti Viljema. Medtem ko so se Dordrecht, Middelburg in Zierikzee povezali z Margareto, sta Viljema priznala Kennemerland in Zahodna Frizija. Diplomatska akcija Beaumontskega in angleške kraljice ni uspela. Aprila 1351 se je Margareta preselila v Calais, da bi se pogajala z Angleži. Viljem je nato zavzel Dordrecht. Volfert III. Borselenski se je pridružil Viljemu, zaradi česar je Middelburg prestopil na Viljemovo stran.

### Kratka vojna
Državljanska vojna je zdaj resno izbruhnila. Prve poteze Viljema Bavarskega so bile usmerjene proti številnim gradovom, ki jih je zavezništvo Trnkov imelo v Holandiji. Večino teh je bilo hitro osvojenih. Grad Medemblik je ponudil močan odpor in bil marca-aprila 1351 oblegan. Grad Polanen je bil junija 1351 oblegan in zavzet. Grad Brederode se je predal 23. oktobra 1351.
Grad Oud Haerlem, ki je bil v lasti Janeza II. Polanenskega, je zdržal veliko dlje. To velja tudi za grad Geertruidenberg. Njena blokada in obleganje bo trajalo od decembra 1351 do julija 1352.
15. maja 1351 je Viljem uspel skleniti mir, ki je končal vojno z Utrechtom, ki se je začela leta 1345. To je bilo pomembno, saj bi stranki s svojega ozemlja pregnali tudi sovražnike druga druge.
Po drugi strani pa je Edvard III. Angleški, mož Margaretine sestre Filipe, poslal floto Margareti na pomoč. To je bilo sprva uspešno. Maja 1351 so Margaretine združene sile zmagale v bitki pri Veereju. Volfert III. Borselenski je kmalu zatem umrl, vendar se zdi, da Margareta ni mogla izkoristiti svoje zmage.
Približno šest tednov pozneje so zmagoviti Trnki in njihovi angleški zavezniki pluli po Meusi. 4. julija 1351 so se bojevali v bitki pri Zwartewaalu na stari Meusi. To je bila čista zmaga za Viljema in Trske. Angleški admiral in mnogi Trnki so bili ubiti. Izid je uničil Margaretino stvar. Preostali gospodje Trnki so bili prepovedani, njihovi gradovi uničeni, njihove posesti in pisarne pa predani gospodom Trskam. Decembra 1351 je Margareta svoje zadnje trdnjave v Holandiji: Geertruidenberg, grad Vreeland na Vechtu in grad Oud Haerlem blizu Heemskerka predala v zaupanje kralju Edvardu.
Kralj Edvard je kmalu zatem zamenjal stran. Februarja 1352 se je Viljem poročil s kraljevo sestrično Maud Lancastersko. Margareta se je vrnila v Hainault in ni uspela znova zanetiti vojne.

### Mir med Margareto in njenim sinom
Decembra 1354 se je Margareta sporazumela s sinom. Viljem je bil priznan za grofa Holandije in Zelandije, ona za grofico Hainauta. Viljem naj bi svoji materi plačal veliko denarja in pokojnino. Zapornike so izpustili in razglasili splošno amnestijo.
Julija 1356 je Margareta umrla. Viljemu je ostala v posesti celotna dediščina Holandije in Hainauta. Viljem svoje zmage ni užival dolgo. Pozno poleti 1357 je odšel v Anglijo. Kmalu po vrnitvi je kazal znake norosti. Postalo je tako resno, da sta se njegova žena in Svet odločila, da pokličeta njegovega mlajšega brata Alberta. Grofa so nato zaprli najprej v Haagu, nato pa v Le Quesnoy, kjer bo živel še 31 let.

## Vladavina Alberta Bavarskega (1358–1404)

### Albert Bavarski kot regent
Februarja 1358 je bavarski vojvoda Albert I. prispel v Holandijo. 23. februarja 1358 je bil imenovan za regenta (ruwaarda) Holandije. Kmalu je sledilo priznanje v Zelandiji.  Albert je začel svoje regentstvo z zamenjavo Janeza Bloemensteinskega kot sodnega izvršitelja Kennemerlanda z Reinoudom I. Brederodskim, najstarejšim sinom gospoda Trske Dirka Brederodskega. Poskušal je tudi spremeniti vlado Trsk v Delftu.
Na svojem prvem potovanju v Kennemerland je novi sodni izvršitelj Reinoud v bližini Castricuma padel v zasedo. Reinoud je pobegnil, vendar je afera pripeljala do obleganja gradu Heemskerk, ki je trajalo od 4. decembra 1358 do 24. marca 1359. Med obleganjem gradu Heemskerk se je mesto Delft uprlo. Njena milica je napadla in uničila grad Polanen in Binckhorst. Vdrla je tudi v Haag in osvobodila tamkajšnje zapornike.
1. aprila 1359 je Albert začel obleganje Delfta. Obleganje trdnjave Trsk je trajalo več kot 10 tednov. Mesto se je vdalo pod pogoji. Njegov svet je moral prositi za odpuščanje, plačati 40.000 starih ščitov in uničiti mestno obzidje. Plemiči, ki so podpirali Delft; Henrik der Woerdski, Gijsbreht Nijenrodski, Janez Kervenajski in Gerard Wissejski niso bili vključeni v pogodbo. Der Woerdski je poskušal pobegniti, a so ga ujeli in obglavili.
Nijenrodski, Kervenajski in nekateri drugi so pobegnili na grad Heusden. To je privedlo do obleganja gradu Heusden, ki je trajalo več kot eno leto. Grad je bil predan s pogodbo. Oblegani so se pomirili z Albertom in v dveh letih odšli na romanje v Jeruzalem. Notranje težave na Nizozemskem so se nato za nekaj časa polegle. Leta 1362 je proti Guelderskim potekala kratka vojna.
Leta 1372 je v bližini Heusdna izbruhnilo nasilje. Gospoščina Heusden je bila leta 1357 prenesena na Holandijo. Vendar pa meje gospostva niso bile tako dobro določene. Brabant je zahteval Vlijmen in Engelen. Janez der Veenski je nato vdrl in požgal grad Onsenoort, jugovzhodno od Heusdna. Po drugi strani so zelandski plemiči napadli brabantske trgovce v njihovi provinci, medtem ko je Reinoud Brederodski, gospod Gennepa, napadel Campino in ropal blizu Sint-Oedenrodeja. Brabantska vojska je nato napadla Hainault. Leta 1374 se je ta spopad končal brez rezultatov. Istega leta 1374 se je začela vojna proti Utrechtu. Končala se je leta 1375. Leta 1389 je umrl nori Viljem V., ki je bil zaprt od leta 1357.

## Jakoba Bavarska proti Filipu Burgundskemu (1417–1432)
Glavna bitka se je znova pojavila ob smrti Viljema VI., grofa Holandije in Hainauta leta 1417. Tako Viljemov brat Janez kot njegova hči Jakoba sta zahtevala grofijo. Trske so izbrali stran Janeza in po njegovi smrti Filipa Dobrega, vojvodo Burgundije, medtem ko so Trnki podpirali Jakobo.
Posledica teh bitk in še posebej njenega poraza v bitki pri Brouwershavnu je bila, da je Jakoba smela obdržati naslova grofice Hainauta in Holandije, vendar bo Filip vladal grofiji. Filip je bil imenovan za dediča grofije, Jakoba, ki je bila brez otrok, pa se ni smela ponovno poročiti brez Filipovega soglasja.
Pogodba je postala neveljavna, ko se je Jakoba leta 1432 ponovno poročila s Frankom Borsselejskim in je morala svoja ozemlja predati Burgundiji.

## Škofija Utrecht proti Burgundiji
Obdobje med letoma 1430 in 1450 je ostalo razmeroma mirno, a ko je Filip Dobri poskušal razširiti svoj vpliv na škofijo v Utrechtu z imenovanjem svojega naravnega sina Davida Burgundskega za škofa, se je v Utrechtu ponovno pojavil odpor Trnkov. To je privedlo do obleganja Deventerja (1456) in dveh državljanskih vojn (1470–1474) in (1481–1483), ki sta se končali v korist Trsk in Burgundije po bitki pri Westbroeku in obleganju Utrechta (1483).

## Franc Brederodski proti Maksimilijanu Avstrijskemu
Ko je Burgundska hiša izumrla s smrtjo Marije Burgundske leta 1482, so se Trnki znova uprli njenemu možu in nasledniku Maksimilijanu I., cesarju Svetega rimskega cesarstva. Upor je vodil Franc Brederodski, a je bil leta 1490 zadušen.